# Тимбури
Тимбури (порт. Timburi) — муниципалитет в Бразилии, входит в штат Сан-Паулу. Составная часть мезорегиона Ассис. Входит в экономико-статистический микрорегион Ориньюс. Население составляет 2643 человека на 2006 год. Занимает площадь 197,220 км². Плотность населения — 13,4 чел./км².

## История
Город основан 25 октября 1952 года.

## Статистика
- Валовой внутренний продукт на 2003 составляет 18 419 116,00 реалов (данные: Бразильский институт географии и статистики).
- Валовой внутренний продукт на душу населения на 2003 составляет 6865,12 реала (данные: Бразильский институт географии и статистики).
- Индекс развития человеческого потенциала на 2000 составляет 0,749 (данные: Программа развития ООН).

## География
Климат местности: субтропический. В соответствии с классификацией Кёппена, климат относится к категории Cfb.